# Пионер 10
Пионер 10 (на английски: Pioneer 10) е първият космически апарат, който прекосява астероидния пояс и посещава една от външните планети на Слънчевата система – Юпитер.
На 2 март 1972 г. Пионер 10 е изстрелян от ВВС база Кейп Каневерал с ракета Атлас-Кентавър. През 1973 г. на път за Юпитер, Пионер 10 пръв прекосява астероидния пояс отвъд орбитата на Марс и изследва два астероида. Това пътешествие разкрива на учените, че астероидното поле не е толкова опасно и отваря вратите за всички бъдещи мисии до външните планети. Пионер 10 и Пионер 11 са най-известните апарати от тази серия. Те първи достигат трета космическа скорост и първи изследват далечния космос.
През декември 1973 г. прелита на 132 000 км над облаците на Юпитер. Изпраща снимки. Получава данни за състава на атмосферата, уточнява масата на планетата, измерва нейното магнитно поле. Установява, че общият топлинен поток, отделян от Юпитер, превишава 2,5 пъти енергията, която планетата получава от Слънцето. Също така Пионер 10 уточнява плътността на 4-те най-големи спътника на Юпитер.
Сега Пионер 10 се намира на разстояние над 80 AU от Слънцето и лети в посока към съзвездието Бик. Той е първият апарат, напуснал пределите на Слънчевата система на 13 юни 1983 година, когато преминава край най-отдалечената планета. Сегашната мисия на Пионер е търсенето на хелиопаузата – мястото, докъдето стига слънчевият вятър и където започва междузвездното пространство. Пионер 10 ще пътува през галактиката милиарди години. Той се движи спрямо Слънцето с постоянна скорост от 12 км/сек. Докато апаратът не се отдалечи на 1,5 парсека (309 000 AU за 126 000 г.), той ще бъде под гравитационното влияние на Слънцето. По-нататък върху неговия път през галактиката ще влияят звездите, край които преминава.
Пионер 10 пресича Кайперския пояс – диск от астероиди и късопериодични комети, разпростиращ се от 30 до 100 AU от Слънцето. Апаратът минава през него със скорост 2.58 AU/година. Отвъд Кайперския пояс се намира Облака на Оорт – огромен сферичен регион, изпълнен с милиарди орбитиращи ледени тела, за който се предполага, че се намира от 20 000 до 100 000 AU от Слънцето. Връзката с Пионер 10 е изгубена на 23 януари 2003 година поради енергийни ограничения, свързани с голямото разстояние на сондата 12 млрд. километра (80 астрономически единици). Близките звезди оказват влияние върху тези тела, понякога част от тях поемат път към Слънчевата система и се появяват на нашето небе като красиви дългопериодични комети.

## Галерия
- Пионер 10 преди изстрелване
- Изстрелване Пионер 10
- Jupiter by Pioneer 10 (Image A28)
- Плочката на борда на Пионер 10 и 11